# Novafeltria
Novafeltria é uma comuna italiana da região dos Marche, Província de Pesaro e Urbino, com cerca de 6.731 habitantes. Estende-se por uma área de 41 km², tendo uma densidade populacional de 164 hab/km². Faz fronteira com Maiolo, Mercato Saraceno (FC), Pennabilli, San Leo, Sant'Agata Feltria, Sogliano al Rubicone (FC), Talamello, Torriana (RN).

## Demografia
| Variação demográfica do município entre 1861 e 2011                               |
|                                                                                   |
| Fonte: Istituto Nazionale di Statistica (ISTAT) - Elaboração gráfica da Wikipedia |